# Meje
Meje este o localitate din comuna Cirkulane, Slovenia, cu o populație de 58 de locuitori.